# De Uitdaging
De Uitdaging was een Nederlands televisieprogramma dat door de AVRO van 1990 tot 1998 werd uitgezonden en werd gepresenteerd door Angela Groothuizen.
Doel van het programma was om voldoende sponsors te vinden om Nederlanders te helpen die financieel geen draagkracht meer hadden om iets van hun woonomgeving te maken of om een dienst voort te zetten. Het was een van de eerste programma's waarbij met behulp van de camera mensen werden overgehaald om anderen 'belangeloos' te helpen. Het programma was afgeleid van het Britse Challenge Anneka van de BBC.
Projecten waar De Uitdaging bij heeft geholpen waren onder andere;
- De Kindertelefoon in stand houden en voorzien van een landelijk gratis telefoonnummer
- Stichting AAP een bijdrage en hulp verlenen tot de bouw van een nieuwe apenkooi tijdens de verhuizing van de stichting naar Almere
- De renovatie van een boksschool te Rotterdam
- Een aantal lichamelijk gehandicapten een aangepaste rolstoel-oefen/survivalbaan geven.

Het programma werd in 2008 op Hilversum Best herhaald.

## Seizoen 2
In de eerste twee afleveringen ging Groothuizen naar Roemenië waar het kindertehuis van Slobozia Noua opgeknapt moet worden. In volgende afleveringen werd er in Zaandam een kinderboerdeij opgericht, in Klundert een speeltuin verbeterd, een taart gebakken die geld moet opleveren voor een nieuwe reddingsboot, in Groningen een toneelstuk gespeeld met mensen die zo van de straat zijn geplukt, in Bruinisse een clubhuis van de scouting verplaatst en werd een koetshuis naar een sociëteit omgebouwd.

## Bijzondere uitzendingen

### Mislukte Uitdaging
Een mislukte uitzending betrof het nieuwe dorpshart van Roordahuizum. De bewoners van de Haven vroegen het programma om in twee dagen het centrum op te knappen omdat ze het als mistroostig ervoeren. De klus was echter niet binnen twee dagen geklaard. De bouwvakkers maakten het werk daarna aan de opgefleurde Haven af.

### De Uitdaging in Bosnië
Angela Groothuizen presenteerde in maart 1997 haar programma vanuit Bosnië. Ze kreeg de opdracht zoveel mogelijk schoolspullen, instrumenten en medicijnen in te zamelen voor kinderen in de zwaar getroffen en gedeelde stad Mostar. Het programma kon zich verlaten op de assistentie van onder anderen de Nederlandse militairen van de IFOR. Zij zorgden dat de goederen bij de diverse lokale projecten terechtkwamen.